# Filippo Maria Pandolfi
Filippo Maria Pandolfi (Bérgamo, 1 de noviembre de 1927 - Bérgamo, 22 de marzo de 2025) fue un político italiano. Ocupó en numerosas ocasiones distintos cargos ministeriales en el gobierno italiano y formó parte de la Comisión Europea presidida por Jacques Delors.

## Biografía
Pandolfi se graduó en filosofía en la Università Cattolica del Sacro Cuore de Milán. Tras haberse graduado se dedicó algunos años a la enseñanza, para luego trabajar para un editor.

### Vida política
Fue miembro del Partido de la Democracia Cristiana. Fue elegido miembro del Parlamento italiano en las elecciones generales italianas de 1968, y encabezó la lista electoral de su partido en el distrito electoral de Brescia-Bérgamo en las elecciones de 1976, 1979, 1983 y 1987.

#### Gobierno italiano
Filippo Pandolfi ocupó el cargo de subsecretario de finanzas en el gobierno presidido por Aldo Moro entre 1974 y 1976. En ese año fue nombrado Ministro de Finanzas, y en 1978 ocupó la cartera del ministerio del Tesoro. Entre 1980 y 1983 fue Ministro de Industria y Comercio y, finalmente, Ministro de Agricultura y Bosques entre 1983 y 1988.

#### Comisión Europea
Desde el 6 de enero de 1989 hasta el 5 de enero de 1993 formó parte de la Comisión Delors, ocupando el cargo de Comisario Europeo para la Investigación y Desarrollo.